# ستيفان لارسون (لاعب هوكي الجليد)
ستيفان لارسون (بالسويدية: Stefan Larsson)‏ هو لاعب هوكي الجليد سويدي، ولد في 14 يونيو 1965 في  في السويد.

## وصلات خارجية
- ستيفان لارسون على موقع دوري الهوكي الوطني (الإنجليزية)
- ستيفان لارسون على موقع EliteProspects.com (الإنجليزية)
- ستيفان لارسون على موقع Eurohockey.com (الإنجليزية)
- ستيفان لارسون على موقع HockeyDB.com (الإنجليزية)